# 冠盖藻科
冠盖藻科（学名：Stephanopyxidaceae）为直链藻目的一个科。

## 下级分类
本科包括以下属：
- Creswellia Arnott ex Greville, 1857
- Mycetacanthus N.I.Strelnikova & J.P.Kociolek, 2006
- 冠盖藻属 Stephanopyxis (C.G.Ehrenberg) C.G.Ehrenberg, 1845